# Börcs
Börcs è un comune di 1 075 abitanti situato nella contea di Győr-Moson-Sopron, nell'Ungheria nordoccidentale.